# Альтенмаркт-бай-Фюрстенфельд
Альтенмаркт-бай-Фюрстенфельд (нем. Altenmarkt bei Fürstenfeld) — коммуна в Австрии, в федеральной земле Штирия.
Входит в состав округа Фюрстенфельд.  Население составляет 1175 человек (на 31 декабря 2005 года). Занимает площадь 19,98 км².

## Политическая ситуация
Бургомистр коммуны — Альберт Замер (АНП) по результатам выборов 2005 года.
Совет представителей коммуны (нем. Gemeinderat) состоит из 15 мест.
- АНП занимает 8 мест.
- Партия BL Altenmarkt занимает 5 мест.
- СДПА занимает 2 места.